# Cercophonius michaelseni
Espèce
Cercophonius michaelseni est une espèce de scorpions de la famille des Bothriuridae.

## Distribution
Cette espèce est endémique d'Australie-Occidentale. Elle se rencontre au Wheatbelt et dans l'Ouest du Goldfields-Esperance.

## Description
Le mâle décrit par Acosta en 1990 mesure 23,60 mm et la femelle 34,60 mm.

## Étymologie
Cette espèce est nommée en l'honneur de Wilhelm Michaelsen.

## Publication originale
- Kraepelin, 1908 : Scorpiones. Die fauna Südwest-Australiens, W. Michaelsen and R. Hartmeyer eds., G. Fischer, Jena, vol. 2, no 7, p. 87-104 (texte intégral).